# Deep Heat Mining Basel
Deep Heat Mining Basel, auch Projekt Deep Heat Mining, war ein gemeinsames Projekt der Geopower Basel AG und der Geothermal Explorers Ltd. zur Gewinnung von Strom und Wärme aus geothermischer Energie (Erdwärme) mittels Tiefenbohrungen im Raum Basel. Die Basler Anlage ist ein Pilotprojekt im Rahmen des Swiss Deep Heat Mining Projects. Das Projekt wurde 2010 definitiv eingestellt.

## Geplante Anlage
Die geplante Anlage sollte nach dem Prinzip eines Durchlauferhitzers funktionieren. Eine Pumpe presst zunächst Wasser zur Erzeugung eines Systems von Klüften in die Erdkruste (Hot-Dry-Rock-Verfahren oder Hot Fractured Rock-Verfahren). In die gewonnenen Hohlräume wird kaltes Wasser gepumpt, das Wasser erwärmt sich und wird zurück an die Oberfläche gefördert.
Dieses Verfahren sollte in Basel erstmals kommerziell zum Einsatz kommen. Das Wasser erhitzt sich auf bis zu 200 Grad Celsius und wird anschliessend wieder an die Erdoberfläche gepumpt. Ein Wärmeübertrager entzieht in einem geschlossenen System die Energie zur Produktion von elektrischem Strom mit Turbinen, die restliche Wärme wird als Fernwärme abgeleitet. Für den Bau der Anlage waren Investitionen von ca. 80 Millionen Schweizer Franken veranschlagt. Neben der Geopower Basel AG waren am Bau die Kantone Basel-Stadt und Basel-Landschaft und verschiedene Energiedienstleister beteiligt.

## Standort
Der Standort wurde wegen der besonderen tektonischen Lage gewählt. Basel liegt am südöstlichen Ende des Oberrheingrabens. Dieser entstand an einer Stelle, an der sich vor rund 40 Millionen Jahren Süddeutschland zu einem grossen Gewölbe anhob und die Erdkruste gedehnt wurde. Diese Aktivität klang vor rund 10 Millionen Jahren ab und führte zu einem breiten Graben und einer Absenkung von mehreren tausend Metern zwischen den Vogesen und dem Schwarzwald. Die Zerrung bewirkte im Gestein eine natürliche Zirkulation heissen Porengewässers. So lässt sich bereits auf einer Tiefe von fünf Kilometern Gestein finden, das mit 200 Grad Celsius für die Wärmegewinnung geeignet ist.
Die Eignung der Region Basel für dieses Projekt sei, so behauptete Energie Zukunft Schweiz noch 2007 auf seiner Website, im Jahr 2001 durch Sondierbohrungen bis 2700 Meter Tiefe bestätigt worden.

## Explorationsphase
Im Jahr 2005 fand eine erste Probebohrung am Zoll Otterbach mit einer Tiefe von 2700 Metern statt. Diese Bohrung bildete die Grundlage für eine Machbarkeitsstudie, die dem Projekt zugrunde lag. Das Projekt sah vor, dass im Verlauf von drei Jahren drei Probebohrungen mit einer Tiefe zwischen 2700 und 5000 Metern im Bereich Kleinhüningen und St. Johann vorgenommen werden. Dabei sollte der Nachweis erbracht werden, dass sich das Gestein mithilfe von eingepresstem Wasser tatsächlich zerklüften lässt. Bis 2009 sollte das dazugehörige Kraftwerk errichtet werden.

## Hervorgerufenes Erdbeben
Im Dezember 2006 wurde in Kleinhüningen eine Probebohrung bis 5000 m Tiefe durchgeführt. Danach wurde Wasser in das Gestein gepumpt, um das Gestein zu zerklüften und die Durchlässigkeit zu erhöhen. Es war erwartet worden, dass dabei kleine Erdbeben, sogenannte Mikrobeben entstehen (induzierte Seismizität). Diese Beben sollten jedoch nur von hochempfindlichen Messgeräten aufgezeichnet werden können und zugleich Aufschluss über den Erfolg des Projektes geben.
Beim Einpressen von Wasser kam es im Dezember 2006 nicht nur zu den erwarteten kleineren Beben, sondern auch zu stärkeren, spürbaren Erdstössen bis zur Stärke 3,5 (lokale Richter-Magnitude). So ereignete sich am Abend des 8. Dezember 2006 ein Erdbeben mit der Magnitude 3,4. Schon im Verlauf des Tages waren kleinere Erschütterungen wahrnehmbar. In der Folge kam es zu zahlreichen kleineren Erdbeben der Magnitude 0,5 bis 1 und zu einem weiteren Erdbeben der Magnitude 3,1 am 6. Januar 2007, obwohl der Wasserdruck im Bohrloch sofort nach der ersten schweren Erschütterung abgebaut worden war. Die seismischen Erschütterungen waren bis zum Februar 2007 noch nicht abgeklungen. Am 6. Januar, 16. Januar und 2. Februar ereigneten sich weitere Beben mit Magnituden über 3, am  20. März eines mit der Stärke 2,9. 
Grössere Schäden entstanden nicht, jedoch wurde die Bevölkerung verunsichert. Die Geopower Basel AG liess den Bohrturm nach dem Ereignis abbauen und stoppte das Projekt vorerst. Die Basler Behörden prüften das Projekt erneut, es entwickelte sich dazu eine Diskussion über seine Fortsetzung. Experten für Geothermie äusserten in der Zeitung Die Welt, dass diese künstlich ausgelösten Erdbeben die Gefahr eines neuen Basler Erdbebens reduzieren könnten. Nach Ansicht des Schweizerischen Erdbebendienstes ist dieser Effekt allerdings vernachlässigbar.
Im Nachhinein wurde festgestellt, dass die Tiefenbohrung nur 100 Meter neben einer Verwerfung abgeteuft wurde, die unter Druck gestanden hat.
Die Staatsanwaltschaft in Basel erhob gegen den Geschäftsführer der Firma Geothermal Explorers Ltd. Anklage. Das Gericht sprach den Geologen später frei.
Es wurde entschieden, das Projekt einzustellen, da gemäss einer vorliegenden Risikoanalyse allein während des Anlagenbaus mit weiteren schweren Erdbeben und mit Schäden von rund 40 Mio. Franken zu rechnen gewesen wäre. Während des Betriebs seien darüber hinaus Schäden von rund sechs Millionen Schweizer Franken pro Jahr zu erwarten.
Wegen einer Zunahme von Mikro-Erdbeben wurde das Bohrloch in Kleinhüningen seit Juli 2017 wöchentlich kurzzeitig geöffnet, um Druck abzulassen. Im Herbst war dann der Druck vollständig abgebaut; um seinen Wiederanstieg zu vermeiden, wird das Bohrloch nun offen gelassen.